# Theristria commoni
Theristria commoni är en insektsart som beskrevs av Christine Lynette Lambkin 1986. Theristria commoni ingår i släktet Theristria och familjen fångsländor. Inga underarter finns listade i Catalogue of Life.